# Tuves
Tuves es un proveedor chileno de televisión satelital en alta definición que transmite señales digitales, con sede principal en Santiago, Chile y clientes en toda América del Sur, Panamá y República Dominicana.
Posee dos unidades de negocio; mayorista, cuyo principal objetivo es generar alianzas con compañías  de telecomunicaciones y cableoperadores a través del DTH marca blanca; y otra minorista, donde se ofrece televisión satelital directamente al cliente. 
Su oficina corporativa se encuentra en Av. Del Valle 577, oficina 403, Ciudad Empresarial, Huechuraba, Santiago, Chile y su Telepuerto está en la comuna de Curacaví. La empresa inició operaciones el 7 de octubre de 2009.

## Historia
Tuves inició formalmente sus operaciones el 2 de octubre de 2009. Esta fue fundada por Konrad Burchardt. En una primera instancia, el grupo controló la compañía, dejando una parte en manos de la CGE. En este primer periodo, la empresa enfocó sus esfuerzos en abarcar el público que aún no tenía acceso a la Televisión de pago de alta definición. Tuves fue la primera compañía de televisión por satélite que optó por el mecanismo de prepago para sus suscriptores, Sumado también a dar la capacidad de DVR en todos sus planes. En 2009 fue puesto en marcha el telepuerto de Tuves en el municipio de Curacaví, zona central de Chile. Desde ahí, todas las señales son levantadas al satélite de órbita geoestacionaria, Telstar 12V.
En 2012, el modelo de negocio de Tuves cambió por el de DTH de marca blanca. La empresa buscó generar alianzas con cableoperadores y compañías de telecomunicaciones  que no tuvieran la posibilidad de dar servicios de televisión satelital. Por tanto, cada socio se encarga de la distribución de los set-top boxs y TUVES HD del transporte satelital de las señales.
Para 2014, Tuves ya operaba en Bolivia, Ecuador, Paraguay, Perú, República Dominicana y Venezuela. Sus aliados comerciales son Personal (filial de Telecom Argentina) en Paraguay, Xtrim en Ecuador, Inter en Venezuela y TDH, Canal 10 y TCC en Uruguay.
En 2015, la oferta de Tuves se diversificó con la puesta en marcha del Head-End in the Sky o H.I.T.S y el Rack-TV, ambas soluciones prácticas para la digitalización y aumento de señales de cabeceras analógicas,sumado a la puesta en marcha de nuevas operaciones DTH marca Blanca con Inter Satelital en Paraguay y Tigo TV en Panamá.
Durante el año 2016, realizó la transición de sus servicios al nuevo satélite Telstar 12 Vantage, sucesor del Telstar 12.
En 2017 sumó a sus clientes a Altice de República Dominicana.

## Información técnica

### Telepuerto

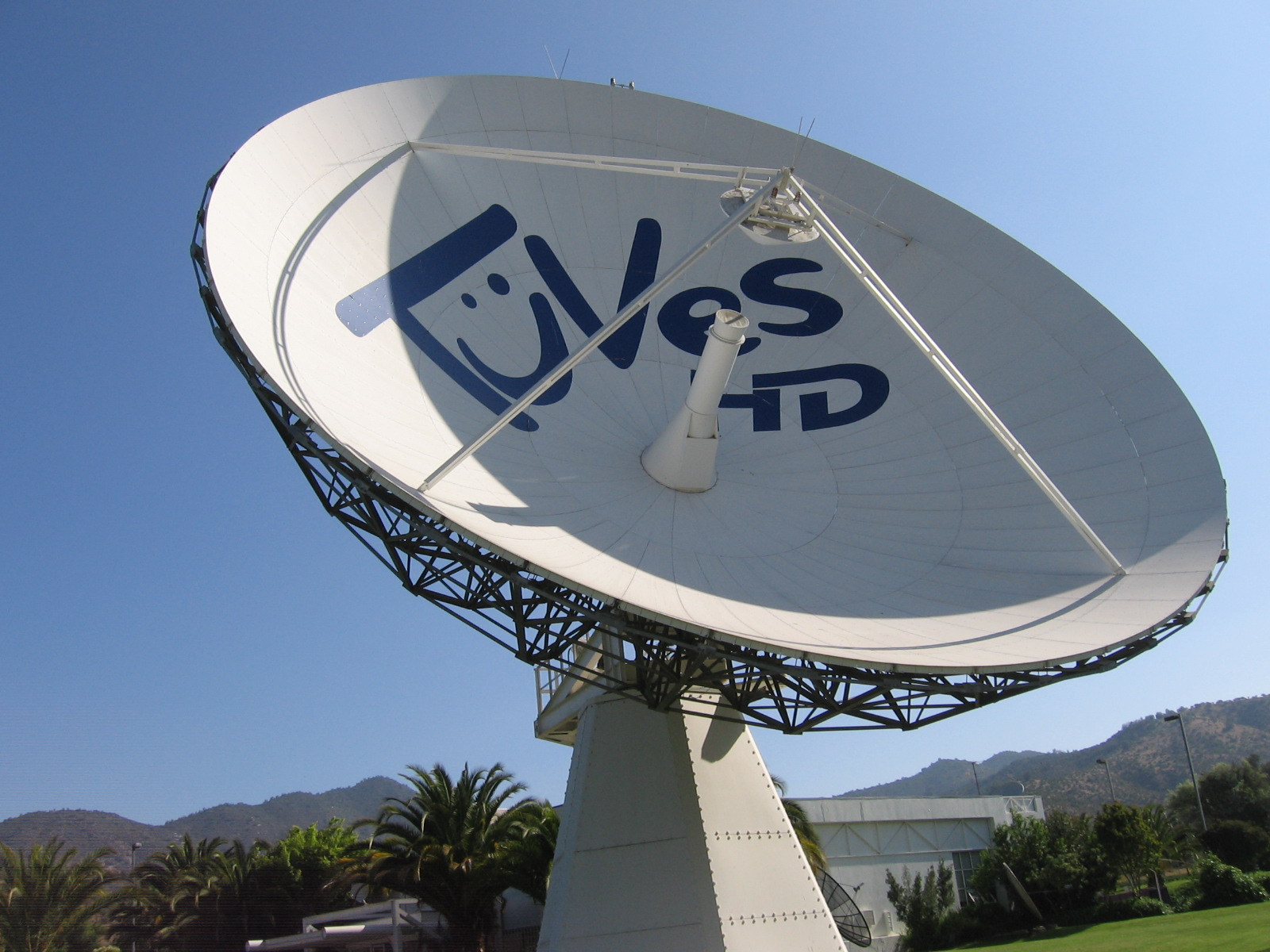
Antena parabólica con el logo de TuVes HD, Curacaví.

El Telepuerto de Tuves fue inaugurado en 2009 y desde entonces transmite la señal al satélite geoestacionario Telstar 12V. Se encuentra dentro de la comuna de Curacaví, a 55 kilómetros de la capital chilena (Santiago). 
Actualmente el Telepuerto recibe y decodifica 230 señales, que luego son subidas al satélite. Estas señales provienen de distintos medios como la fibra óptica o de satélites. Luego todas estas señales son elevadas con acceso condicional Verimatrix.

### Antenas
Las antenas satelitales varían según la posición geográfica en las que se acceda al servicio. Las antenas empleadas promedian los 75 cm. Los LNB'S utilizados son lineales, dando una mayor fidelidad a la imagen.

Rango de cobertura del satélite geoestacionario, Telstar 12

### Decodificadores
Los Set-top boxes utilizados por Tuves operan bajo el estándar DVB-S2, MPEG-4, USB 2.0, además de salidas, sumado a salidas HDMI, RCA y conexión de puerto IP.

### Satélite
Tuves utiliza actualmente los servicios del satélite canadiense, Telstar 12V (o T12V), específicamente el beam panamericano desde marzo de 2016. El beam panamericano del T12V transmite en banda Ku, y tiene cobertura desde el área septentrional de la península del Labrador hasta el Territorio Chileno Antártico. El satélite se encuentra geolocalizado en la posición 15º Oeste.
Desde el lanzamiento de Tuves en octubre de 2009 hasta marzo de 2016 se utilizó el satélite Telstar 12, en la misma posición orbital que su sucesor. El Telstar 12 fue un satélite geoestacionario, de Banda Ku con cobertura desde el área septentrional de la península del Labrador hasta Coyhaique, sumado a toda Europa. Este satélite tenía la habilidad de proveer comunicación transatlántica y de norte a sur.

## Dónde están
- Chile
- Bolivia
- Colombia
- Ecuador
- Panamá
- República Dominicana
- Uruguay
- Venezuela